# Ministerkonferenz der Wirtschafts- und Handelsminister der WTO in Seattle 1999

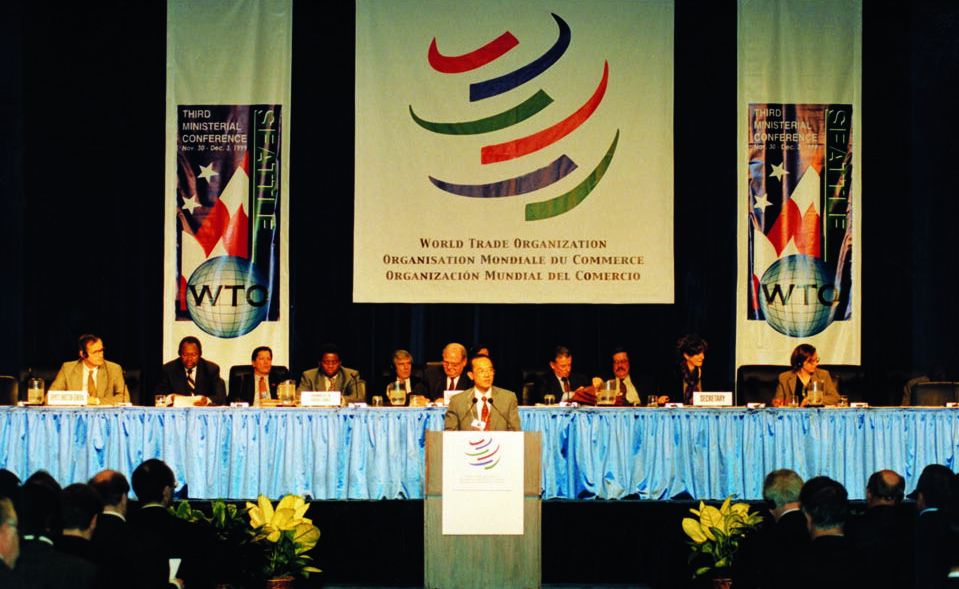
Podium und Redepult

Die Ministerkonferenz der Wirtschafts- und Handelsminister der WTO in Seattle 1999 sollte vom 30. November bis 2. Dezember 1999 stattfinden, konnte aber auf Grund von Auseinandersetzungen zwischen Globalisierungskritikern und Polizeikräften nicht wie geplant stattfinden. Das Treffen hatte damit keinen Stellenwert für die Welthandelsorganisation (WTO), wird aber als Beginn einer neuen Welle der globalisierungskritischen Bewegung in den USA gedeutet, in der auch erstmals der Begriff der Antiglobalisierung auftritt.

## Ministerkonferenz
In Seattle sollte ein Treffen von Ministern der 1995 gegründeten World Trade Organization (WTO) stattfinden, der einflussreichsten Organisation zur Absprache globaler Handelsabkommen. Die 3. Ministerkonferenz der WTO sollte erstmals in den USA stattfinden. Geplant war eine neue Runde von Handelsabkommen, die als Seattle-Runde bezeichnet werden sollten. Es waren Wirtschafts- und Handelsminister aus 133 Staaten mit insgesamt 5000 Delegationsmitgliedern avisiert. Infolge der Proteste konnte die Konferenz nicht wie geplant im Washington State Convention and Trade Center in Seattle stattfinden. Wegen der Störungen der Seattle-Runde wurden die Verhandlungen erst wieder im leichter polizeilich kontrollierbaren Doha, Katar weitergeführt und entsprechend als Doha-Runde bezeichnet.

## Vorlauf der Proteste

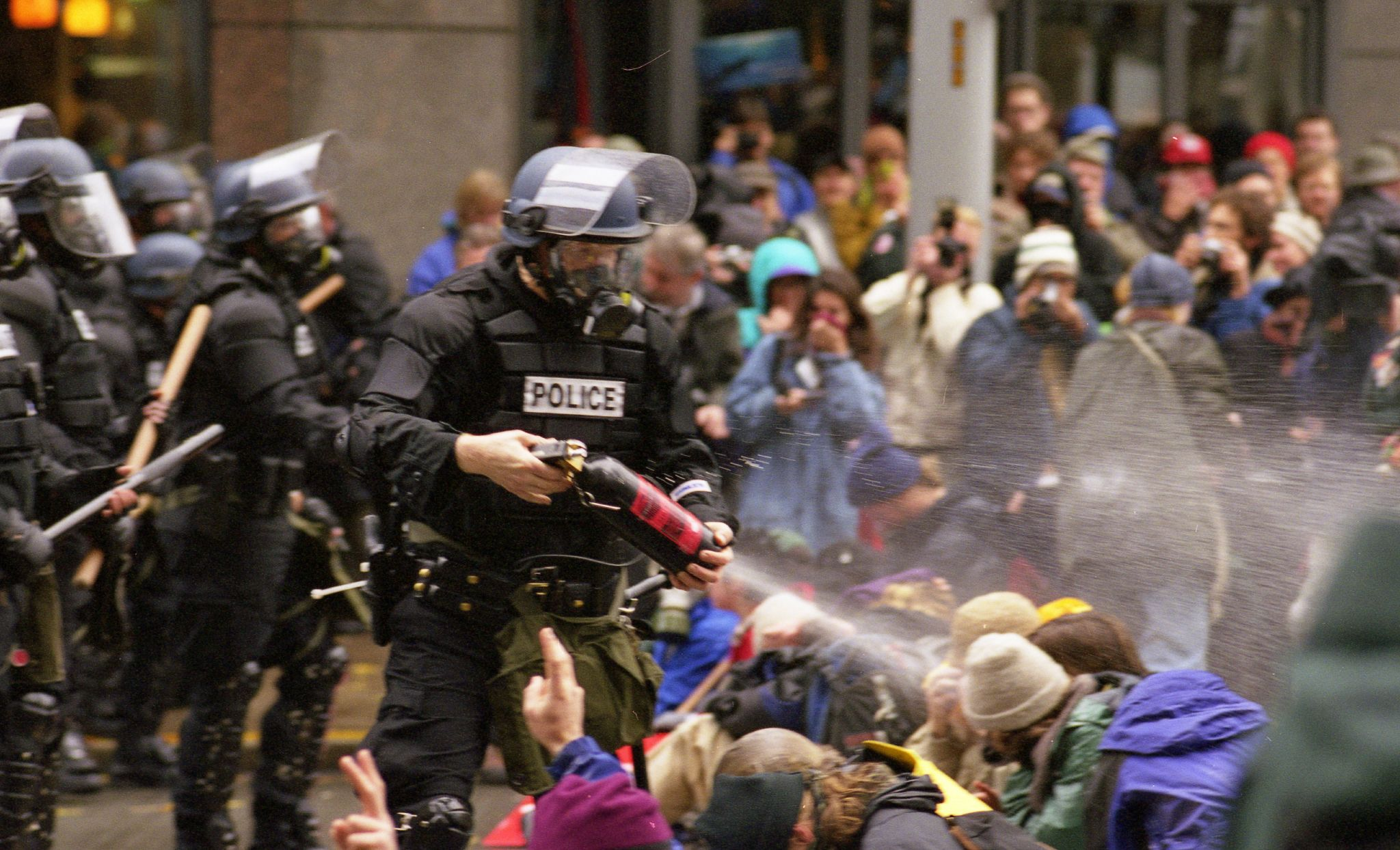
Pfefferspray-Einsatz in Seattle während der Proteste

Zum Widerstand gegen das Treffen in Seattle rief zuerst die Peoples Global Action (PGA) auf und im Vorfeld des Kongresses wurde das Medien-Portal Indymedia als „Independent Media Center“ gegründet. Viele internationale Organisationen, insbesondere Gewerkschaften, unterstützten den Aufruf und insbesondere das Direct Action Network (DAN), ein Zusammenschluss unterschiedlicher, vor allem anarchistischer Gruppen, bereitete vor Ort die Proteste vor.
Es kam auch zu Auftritten von Personen und Gruppierungen der politischen Rechten wie dem ehemaligen Republikaner Pat Buchanan, die die Globalisierung im Sinn der Verschwörungstheorie von der „Neuen Weltordnung“ interpretierten.

## Protestaktivitäten während der drei Konferenztage

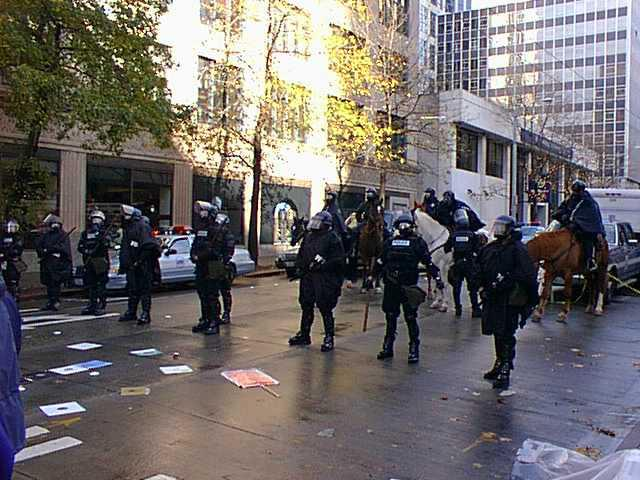
Polizei in Seattle während der Proteste

Am Morgen des 30. November wurde die Innenstadt durch mehrere tausend Personen blockiert und die Polizei versuchte sie gewaltsam zu räumen, weil einige Konferenzteilnehmer das Treffen nicht erreichen konnten und es verschoben werden musste. Zur Mittagszeit bildete sich ein Schwarzer Block, der Niederlassungen von Konzernen mit Farbe besprühte und deren Schaufensterscheiben einwarf, was andere Personen zu Plünderungen nutzten. In Folge kam es zu Tätlichkeiten von Seiten „gewaltfreier“ Protestierender gegen Mitglieder des Schwarzen Blocks. Am Spätnachmittag hatte die Polizei die Innenstadt geräumt und sie wurde von der Nationalgarde besetzt, einige hundert Demonstranten waren verhaftet worden. Der Bürgermeister der Stadt Paul Schell verhängte den Ausnahmezustand und da der Zutritt der Innenstadt verboten worden war, verlegten sich die Auseinandersetzungen in die Randbezirke Seattles.
Am 1. und 2. Dezember ignorierten die Protestierenden das Verbot der Versammlung in der Innenstadt und es kam dort und in den Randbezirken zu vielen Auseinandersetzungen, Festnahmen, weiteren Blockaden und gewaltsamen Übergriffen seitens der Polizei.
Konservative Schätzungen gehen von mindestens 40.000 Protestierenden auf nur einer Demonstration aus, andere bezeichnen die Größenordnung mit 75.000 Aktivisten.

## Einordnung und Folgen der Proteste
Im direkten Vergleich etwa mit den wiederkehrenden Ausschreitungen in Berlin am 1. Mai und den militanten Protesten im Lateinamerika der 1990er Jahre kann das Battle of Seattle als unbedeutend betrachtet werden. Richard Day fasste ihn mit den Worten „das einzig Besondere an dem, was in Seattle geschah, war, wo es geschah“ zusammen. The Nation sprach von einem „bißchen zerbrochenen Glas“. Bedeutend war die Tatsache, dass die Auseinandersetzungen nicht irgendwo, sondern mitten in den USA stattgefunden hatten.
Die Kosten für das Budget der Stadt Seattle summierten sich von geplanten 6 auf 9 Millionen $ vor allem für Aufräumarbeiten und Überstundenlöhne für die Polizisten. Die Wirtschaft büßte etwa 20 Millionen $ durch Vandalismus und Umsatzeinbußen ein.
Die mediale Aufmerksamkeit für den etwa 200 Personen umfassenden schwarzen Block, der zumeist mit anarchoprimitivistischen Gruppen um John Zerzan in der naheliegenden Stadt Eugene identifiziert wurde, führte innerhalb der anarchistischen Presselandschaft zu erheblichen Auseinandersetzungen, brachte dem Anarchismus insgesamt aber erhebliche massenmediale Aufmerksamkeit und personellen Zulauf.
Am 16. Juni 2004 wurden 157 Personen, die außerhalb der Versammlungsverbotszone verhaftet worden waren, Entschädigungen von insgesamt 250.000 $ zugesprochen. Der Anarchist Robert Thaxton aka Rob Los Ricos wurde für den Steinwurf gegen einen Polizisten zu sieben Jahren Haft verurteilt und erst nach Abbüßung der gesamten Strafe am 29. Juni 2006 entlassen. Am 30. Juni 2007 befand das Bundesgericht, dass die Stadt Seattle durch die Festnahme von Demonstranten ohne vorhergegangene Straftaten und Erkenntnisse gegen den 4. Zusatzartikel zur Verfassung der Vereinigten Staaten verstoßen hat.

## Mediale Rezeption
CNN berichtete rund um die Uhr live von den Protesten. Das Time Magazine und Newsweek hoben die Proteste auf das Titelblatt, wobei Newsweek das Titelfoto eines von der Polizei am Boden festgehaltenen Demonstranten mit der Überschrift The Battle of Seattle versah, die später von anderen Medien aufgegriffen und als Bezeichnung für die Protestaktivitäten übernommen wurde. Die Interpretation der Ereignisse als Geburtsstunde der globalisierungskritischen Bewegung machte die Runde, tatsächlich kann nur von einer zweiten Welle der globalisierungskritischen Bewegung in den USA gesprochen werden. Die New York Times veröffentlichte eine Falschmeldung, der zufolge drei Molotowcocktails geworfen worden seien. Trotz Korrektur zwei Tage später wurde die Falschmeldung in den Massenmedien weiterhin transportiert. Ein Artikel im Magazin The Nation führte an, dass niemals Molotowcocktails bei globalisierungskritischen Protesten in den USA geworfen worden seien.
2007 wurde das Filmdrama „Battle in Seattle“ gedreht, das die Ereignisse thematisiert.